# Mites de Cthulhu

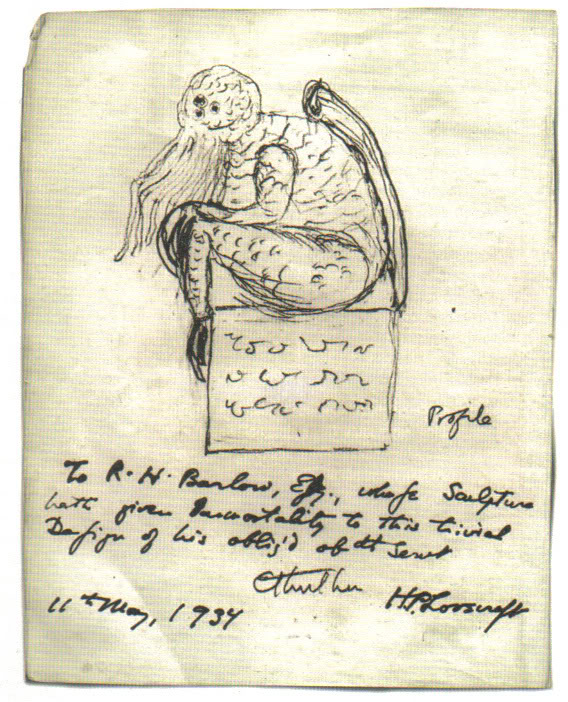
Esbós del Chtulhu realitzat per Lovecraft

Els mites de Cthulhu és un sistema mitològic que l'escriptor americà Howard Phillips Lovecraft (1890-1937), junt amb altres escriptors, va anar desenvolupant en els seus contes. Entre d'altres, Frank Belknap Long, Robert E. Howard, Clark Ashton Smith, Hazel Heald, Henry Kuttner, Robert Bloch, August Derleth, Ramsey Campbell i Brian Lumley han anat enriquit el llegat literari de Lovecraft. Es tracta d'una mitologia crucial en el gènere anomenat de terror còsmic.
El tema és el caos i la idea que tot el que coneixem no té sentit, i és per això que també la bogeria és important en els relats. Als mites, s'hi descriu l'existència d'universos paral·lels i dels éssers que en provenen, éssers que van existir "abans del temps" i que, si tenen contacte amb els humans, les conseqüències són terribles. Alguns d'aquests éssers, com el Cthulhu, encara viuen amagats a la Terra. Es tracta d'un dens univers de ficció en continua expansió.

## Déus exteriors
Els Déus Exteriors són un tipus de deïtat del Mites de Cthulhu, basats en els relats de H. P. Lovecraft. Si bé fou Lovecraft el que va crear als Déus Exteriors més coneguts, molts d'ells també varen ser ideats per altres escriptors, fins i tot després de la mort de Lovecraft.

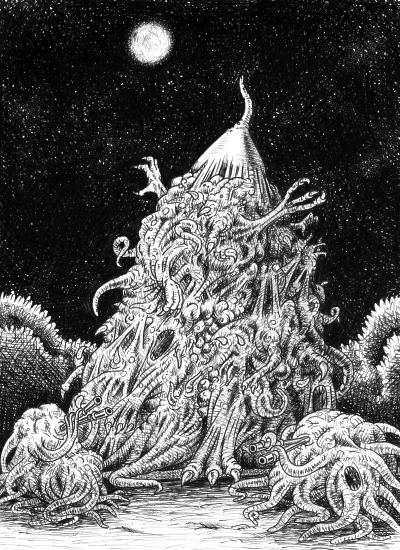
Nyarlathotep

Els cinc principals Déus Exteriors són les més grandioses deitats dels Mites, descrits com autèntics déus o simplement com a forces o principis de l'univers, coneguts i temuts, i regits per Azathoth, que té la seva cort (i presó) al centre de l'univers, on un grup de Déus Exteriors dansen al seu voltant al ritme de flautes, tambors i altres instruments musicals maleïts. Entre els Déus Exteriors presents a la cort d'Azathoth també hi han Déus Exteriors menors. Nyarlathotep, "el caos reptant", és l'avatar i l'anima dels Déus Exteriors, i serveix d'intermediari entre les deïtats del panteó i els seus cultes. Els altres deus exteriors coneguts son el monstre divinitat Cthulhu, que apareix per primer cop a The Call of Cthulhu de 1928, emblema, personatge central i una de les figures recurrents d'aquesta mitologia i que viu amagat a la Terra, l'interdimensional Yog-Sothoth, aparegut per primer cop a The Case of Charles Dexter Ward de 1928 i centre de The Dunwich Horror, i Shub-Niggurath. Els Déus Exteriors no es preocupen per la humanitat, i llevat de Nyarlathotep, rarament contacten amb els éssers humans.

## Primigenis
Els Primigenis o Antics son un conjunt de deïtats menors o pseudodimonis agrupats al voltant del Gran Chtulhu. No són tan sobrenaturals ni tan poderosos com els Déus Exteriors. Alguns van arribar a la Terra fa eons i van dominar-la. Les seves accions sempre van en detriment de la humanitat. Alguns Primigenis destacats són: Ithaqua, Hastur, Ghatanothoa… Diversos Primigenis estan adormits o atrapats en algun punt del planeta terra fruit d'alguna màgia arcana. Cthulhu, per exemple, resta empresonat a la ciutat enfonsada de R'lyeh, a l'oceà Pacífic.
Habitualment els Primigenis compten amb adoradors humans i els seus propis cultes.

## Déus arquetipus
En aquesta categoria podríem classificar diversos déus dels Mites de Cthulhu que resulten més aviat benevolents amb la humanitat. Sovint són enemics dels Primigenis. Alguns d'ells poden estar molt allunyats de la Terra, d'altres en canvi, hi estan estretament vinculats. Seria el cas de Bast o Hipnos, per exemple. Tanmateix es tracta d'uns Déus desenvolupats literàriament en gran part per August Derleth, i que han rebut moltes crítiques perquè s'oposen a l'essència de l'obra de Lovecraft, on els Déus de la seva mitologia no donarien cap importància a quelcom tan banal per ells com els éssers humans.

## Llavor Estel·lar de Cthulhu
Aquests éssers similars al mateix Cthulhu, però més petits, són seguidors i servents, i hi van arribar juntament a la Terra. Igual que el seu amo, poden alterar lleugerament la seva forma. Serveixen portant a terme els desitjos de Cthulhu i han fet guerres amb altres éssers. A l'arribar a la Terra amb ell, van lluitar amb els Antics i van construir la ciutat de R'Lyeh. Estan tancats amb el seu amo a R'lyeh, o en mons llunyans, com Aldebaran, però alguns estan lliures.

## El País de Lovecraft
Moltes històries de Lovecraft s'ambienten a El País de Lovecraft, un rerefons cartogràfic fictici on Lovecraft i altres autors dels Mites de Cthulhu desenvolupen els seus contes. La seva possible localització seria al Comtat d'Essex (Massachusetts). L'escriptor S. T. Joshi es refereix a l'àrea com la Regió del Miskatonic, nom del riu principal que travessa la zona, també fictici. Les poblacions d'Arkham, Innsmouth, Kingsport i Dunwich conformen el mapa d'aquesta regió, així com la mítica Universitat de Miskatonic, ubicada a Arkham, posseïdora d'una de les biblioteques més especialitzades del món en sabers obscurs.

## Cultura popular
Nombroses obres de la cultura popular inspirades en els mites, i fins i tot estilísticament lovecraftianes, incloses còmics i adaptacions cinematogràfiques, jocs de rol (La crida de Cthulhu), jocs de taula (Arkham Horror) i jocs de cartes (Call of Cthulhu: The Card Game i Arkham Horror: The Card Game), videojocs o música influenciades per Lovecraft.